# АУБГ ултимейт
„АУБГ ултимейт“ е спортен клуб по ултимейт от Благоевград, основан през 2010 г.
Това е отборът на Американския университет в България (АУБГ) и на практика е първият (и към момента единствен) университетски отбор по ултимейт в България.
Клубът е основан от студенти в АУБГ от Туркменистан, а дори към момента в отбора не е играл българин. Тъй като част от студентите завършват и напускат университета през 2014 и 2015 г., отборът не успява да запише мачове поради силно намаления си състав.
Домакинските си срещи и тренировки отборът провежда в парка „Бачиново“, както и в парка „Скаптопара“.

## Успехи
„АУБГ ултимейт“ участва в редица турнири в България, някои от тях международни. По-значителните му постижения и участия са:
- 3-то (последно) място на турнира „Диск на мира“, 2011 г. До започването на турнира единствените 2 отбора тогава в България – „Шопски отряд“ и „АУБГ ултимейт“, не подозират за взаимното си съществуване и се срещат едва на самия турнир.
- 2-ро място на турнира „Диск на мира“, 2013 г.